# Funkcja (muzyka)
Funkcja – akord (a właściwie jego rola) w kontekście harmonicznym.
W nazewnictwie harmonii klasycznej funkcjami są np. tonika, subdominanta, dominanta. W harmonii jazzowej (i popowej), funkcją jest np. AMaj7, D6 czy E7.
Większość utworów można zanalizować pod kątem występowania w nim konkretnych funkcji, nawet jeśli niektóre fragmenty można określić jednocześnie na kilka sposobów.